# Pantanal (telenovela)
Pantanal è una telenovela brasiliana, la cui trama è stata scritta da Benedito Ruy Barbosa per la regia di Jayme Monjardim, Carlos Magalhães, Marcelo de Barreto e Roberto Naar.
Questa telenovela è stata trasmessa da Rede Manchete dal 27 marzo al 10 dicembre 1990 alle ore 21,30, venendo replicata dalla stessa Rede Manchete una prima volta nel 1992 e una seconda nel 1998 poco prima della chiusura del canale;  successivamente la SBT la comprò e la ritrasmise dal 9 giugno 2008 al 13 gennaio 2009 alle ore 22, e per questo venne querelata senza successo da Rede Globo che affermava di essere in possesso dei diritti della telenovela, acquistati direttamente dall'autore.
Fu la prima telenovela che riuscì a battere in ascolti  Rede Globo e una delle rare telenovele brasiliane non prodotte da Rede Globo ad essere esportata in molti paesi del mondo.
In Italia, la telenovela è stata trasmessa nel 1994 da Rete 4, in una versione condensata di 150 episodi.
Il tema di apertura, Pantanal, è eseguito dai Sagrado Coração da Terra; tra gli altri pezzi inseriti nella colonna sonora c'è Chalana di Almir Sater, che nella telenovela figura anche come uno degli interpreti.
Nel 2021 è stato annunciato il remake della telenovela. Si tratta di una produzione TV Globo, andata poi in onda nel 2022. La sceneggiatura si deve a Bruno Luperi, figlio di Benedito Ruy Barbosa.

## Trama

### Prima parte
Anno 1940. Omar si trasferisce nel Pantanal insieme al padre, dove comprano una fazenda e diventano i principali allevatori di buoi nella zona, soprattutto dei buoi selvaggi marruàs.
Omar ha un figlio di nome Eros, da Maddalena, una ragazza che vive a Rio de Janeiro. Maddalena abbandona Omar e non gli farà conoscere nemmeno suo figlio. Nonostante tutto, Omar riuscirà a ritrovare la felicità grazie a Filò, una ex prostituta che egli assume nella sua fazenda per proteggerla. Filò ha da Omar un figlio, di nome Tadeu.

### Seconda parte
Vent'anni dopo, il figlio Eros, desideroso di conoscere Omar, lo raggiunge nel Pantanal, ma i due avranno difficoltà a capirsi a causa della differenza culturale tra un ragazzo di città e un uomo di campagna.
Venendo deriso da tutti a causa del suo modo di parlare tipico di un ragazzo di città, Eros decide allora di tornare a Rio de Janeiro, e porta con sé la ragazza della quale si è innamorato: Luna Marruà, bella e sensuale, ma selvaggia e senza cultura. Gli abitanti del Pantanal sono convinti che, come la madre, Luna di notte si trasformi in un giaguaro.
La ragazza non riesce ad ambientarsi a Rio, così chiede ad Eros di tornare nel Pantanal; il giovane si lascia convincere e finirà per abituarsi allo stile di vita locale.